# Spase Dilevski
Spase Dilevski (Melbourne, 13 maggio 1985) è un ex calciatore australiano, di ruolo centrocampista.

## Palmarès

### Club

#### Competizioni nazionali
- Campionato olandese: 1

PSV: 2002-2003
- Supercoppa dei Paesi Bassi: 1

PSV: 2001